# Kärrnäset
Kärrnäset är en by i Ströms distrikt (Ströms socken), Strömsunds kommun i Jämtland. Byn ligger centralt i Ströms distrikts västra delar på en udde vid Kärrnässjöns norra strand. 
Till Kärrnäset räknas även "Brännäset" och "Södra Kärrnäset", vilka är belägna vid Kärrsnässjöns västra strand.

## Historia
1760 ansökte Anders och Jöns Mårtsson i Öhn tillstånd vid Hammerdals häradsting om att anlägga ett nybygge på Renå avradsland. Marken hade tidigare nyttjats av bönder i Öhn mot årlig avrad. Då det ansågs svårt och kostsamt att anlägga ett nybygge vid Kiernanäset föreslogs 30 frihetsår för uppodlingen till 2 tunnland skatt.